# Roger Lyndon

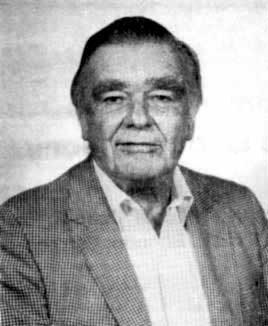
Imagem do matemático estadunidense Roger Lyndon.

Roger Conant Lyndon (18 de dezembro de 1917 - 8 de junho de 1988) foi um matemático estadunidense, por muitos anos professor na Universidade de Michigan. Ele é conhecido pelas palavras de Lyndon, pelo teorema de Curtis–Hedlund–Lyndon, pela interpolação de Craig–Lyndon e pela sequência espectral de Lyndon–Hochschild–Serre.

## Pesquisa
O doutorado de Lyndon tese sobre cohomologia de grupo; a sequência espectral Lyndon–Hochschild–Serre, proveniente desse trabalho, relaciona a cohomologia de um grupo às cohomologias de seus subgrupos normais e seus grupos quocientes.
Uma palavra Lyndon é uma sequência não vazia de símbolos que é menor, lexicograficamente, do que qualquer uma de suas rotações cíclicas; Lyndon introduziu essas palavras em 1954 enquanto estudava as bases dos grupos livres.
Lyndon foi creditado por Gustav A. Hedlund por seu papel na descoberta do teorema de Curtis-Hedlund-Lyndon, uma caracterização matemática de autômatos celulares em termos de funções equivariantes contínuas em espaços de deslocamento.
O teorema da interpolação de Craig-Lyndon na lógica formal afirma que toda implicação lógica pode ser fatorada na composição de duas implicações, de modo que cada símbolo não lógico na fórmula do meio da composição também seja usado em ambas as outras duas fórmulas. Uma versão do teorema foi provada por William Craig em 1957, e reforçada por Lyndon em 1959.
Além desses resultados, Lyndon fez importantes contribuições para a teoria combinatória de grupos, o estudo de grupos em termos de suas apresentações em termos de sequências de elementos geradores que se combinam para formar a identidade do grupo.

## Publicações
Lyndon foi o autor ou coautor dos livros:
- Notes on Logic (Van Nostrand, 1967)
- Word Problems: Decision Problem in Group Theory (com W. W. Boone and F.B. Cannonito, North-Holland, 1973)
- Combinatorial Group Theory (com Paul Schupp, 1976, reimpresso 2001 por Springer-Verlag, ISBN 978-3-540-41158-1)
- Groups and Geometry (Cambridge University Press, 1985, ISBN 978-0-521-31694-1).

Alguns de seus trabalhos mais citados incluem:
- Lyndon, Roger C. (1950). «Cohomology theory of groups with a single defining relation». Annals of Mathematics. 52 (3): 650–665. MR 0047046. doi:10.2307/1969440
- Chen, Kuo Tsai; Fox, Ralph H.; Lyndon, Roger C. (1958). «Free differential calculus. IV. The quotient groups of the lower central series.». Annals of Mathematics. 68 (1): 81–95. MR 0102539. doi:10.2307/1970044